# 요네카와 야스오
요네카와 야스오(일본어: 米川 泰夫, 1927년 12월 17일 ~ 2007년 3월 30일)는 일본의 전 프로 야구 선수이자 야구 지도자이다. 오사카부 오사카시 출신이며 현역 시절 포지션은 투수였다.

## 인물
나니와 상업학교를 졸업하고 리쓰메이칸 대학을 중퇴한 뒤 사회인 야구팀인 쓰쓰나카 셀룰로이드를 거쳐 1949년 도큐 플라이어스에 입단했다. 그해 9월 25일 한큐 브레이브스전(고라쿠엔 구장)에서 첫 승리 투수가 됐고 프로 2년차인 1950년에 23승 23패, 207개의 탈삼진으로 리그 최다 탈삼진을 기록했다. 1953년에도 시즌 180개의 탈삼진으로 두 번째의 최다 탈삼진을 기록했다. ‘고마자와의 난폭자’(駒沢の暴れん坊)라고 불렸던 시절의 플라이어스에서 팀내 중심적 투수로 활약하여 ‘덴노’라는 별명이 붙여졌다. 1953년부터 1956년까지 4년 연속 두 자릿수 승수를 기록했고(한편으로 1955년과 1956년에 사와후지 미쓰로 이후의 리그 연속 최다 패전 투수를 기록) 1954년에는 35이닝 연속 무실점을 기록했다. 1959년에는 10년 선수 제도로 니시테쓰 라이온스로 이적하여 원포인트 릴리프로서의 활약이 기대됐으나 그 해를 마지막으로 현역에서 은퇴했다.
학창 시절부터 부업으로 기업에 진출했고, 은퇴 후 기업인으로 활동했다. 한때는 일본 교육 TV의 해설자를 맡고 있었지만, 1975년에 에토 신이치 선수 겸임 감독의 초빙으로 다이헤이요 클럽 라이온스 1군 투수 코치로 부임했다. 니시테쓰 시절 이후 팀을 A클래스에 진입하는 결과를 남겼지만 1년 만에 코치직에서 물러났다.

## 상세 정보

### 출신 학교
- 나니와 상업학교
- 리쓰메이칸 대학

### 선수 경력
- 쓰쓰나카 셀룰로이드
- 도큐 플라이어스·도에이 플라이어스(1949년 ~ 1958년)
- 니시테쓰 라이온스(1959년)

### 지도자 경력
- 다이헤이요 클럽 라이온스 1군 투수 코치(1975년)

### 수상·타이틀 경력
- 최다 탈삼진(당시는 타이틀이 아님) : 2회(1950년, 1953년) ※퍼시픽 리그에서는 1989년부터 타이틀로 제정됨

### 개인 기록
첫 기록
- 첫 승리 : 1949년 9월 25일, 대 한큐 브레이브스 15차전(고라쿠엔 구장)

기록 달성 경력
- 통산 100승 : 1955년 8월 21일, 대 마이니치 오리온스 14차전(고마자와 야구장)

그 외의 기록
- 한 경기 19안타(1951년 10월 7일, 대 다이에이 스타스 전) ※퍼시픽 리그 기록
- 시즌 182실점(1950년) ※퍼시픽 리그 기록
- 시즌 12차례 실책(1950년) ※퍼시픽 리그 기록
- 올스타전 출장 : 4회(1951년, 1953년 ~ 1955년)

### 등번호
- 1(1949년)
- 19(1950년 ~ 1959년)
- 73(1975년)

### 연도별 투수 성적
| 연 도     | 소 속       | 등 판 | 선 발 | 완 투 | 완 봉 | 무 4 구 | 승 리 | 패 전 | 세 이 브 | 홀 드 | 승 률 | 타 자 | 이 닝  | 피 안 타 | 피 홈 런 | 볼 넷 | 고 4 | 몸 맞 | 탈 삼 진 | 폭 투 | 보 크 | 실 점 | 자 책 점 | 평 자 책 | W H I P |
| --------- | ----------- | ----- | ----- | ----- | ----- | ------- | ----- | ----- | -------- | ----- | ----- | ----- | ------ | -------- | -------- | ----- | ---- | ----- | -------- | ----- | ----- | ----- | -------- | -------- | ------- |
| 1949년    | 도큐 도에이 | 15    | 5     | 1     | 0     | 0       | 3     | 2     | --       | --    | .600  | 265   | 62.1   | 55       | 4        | 27    | --   | 1     | 27       | 0     | 0     | 28    | 24       | 3.43     | 1.32    |
| 1950년    | 도큐 도에이 | 58    | 36    | 27    | 2     | 4       | 23    | 23    | --       | --    | .500  | 1546  | 363.2  | 349      | 27       | 96    | --   | 6     | 207      | 0     | 1     | 182   | 131      | 3.24     | 1.22    |
| 1951년    | 도큐 도에이 | 40    | 32    | 27    | 1     | 2       | 19    | 12    | --       | --    | .613  | 1173  | 294.2  | 248      | 17       | 67    | --   | 6     | 135      | 0     | 2     | 94    | 77       | 2.35     | 1.07    |
| 1952년    | 도큐 도에이 | 5     | 4     | 2     | 0     | 0       | 1     | 2     | --       | --    | .333  | 96    | 23.2   | 20       | 0        | 6     | --   | 2     | 7        | 0     | 0     | 6     | 6        | 2.25     | 1.10    |
| 1953년    | 도큐 도에이 | 45    | 35    | 21    | 6     | 5       | 16    | 21    | --       | --    | .432  | 1119  | 274.0  | 259      | 10       | 60    | --   | 0     | 180      | 0     | 0     | 105   | 84       | 2.76     | 1.16    |
| 1954년    | 도큐 도에이 | 56    | 25    | 15    | 1     | 0       | 23    | 14    | --       | --    | .622  | 1226  | 299.1  | 240      | 9        | 86    | --   | 5     | 204      | 4     | 0     | 105   | 81       | 2.43     | 1.09    |
| 1955년    | 도큐 도에이 | 55    | 32    | 25    | 4     | 1       | 22    | 21    | --       | --    | .512  | 1431  | 353.1  | 321      | 8        | 83    | 7    | 5     | 185      | 2     | 1     | 110   | 89       | 2.26     | 1.14    |
| 1956년    | 도큐 도에이 | 44    | 36    | 11    | 3     | 2       | 10    | 21    | --       | --    | .323  | 1069  | 265.0  | 249      | 13       | 49    | 1    | 4     | 182      | 0     | 0     | 113   | 92       | 3.12     | 1.12    |
| 1957년    | 도큐 도에이 | 26    | 18    | 7     | 0     | 1       | 9     | 11    | --       | --    | .450  | 594   | 148.1  | 133      | 3        | 20    | 0    | 3     | 86       | 0     | 0     | 53    | 45       | 2.72     | 1.03    |
| 1958년    | 도큐 도에이 | 31    | 15    | 3     | 1     | 0       | 5     | 10    | --       | --    | .333  | 522   | 126.1  | 126      | 7        | 27    | 2    | 4     | 89       | 0     | 0     | 58    | 45       | 3.19     | 1.21    |
| 1959년    | 니시테쓰    | 28    | 4     | 0     | 0     | 0       | 1     | 5     | --       | --    | .167  | 283   | 63.2   | 77       | 5        | 15    | 0    | 3     | 44       | 1     | 0     | 44    | 37       | 5.20     | 1.45    |
| 통산:11년 | 통산:11년   | 403   | 242   | 139   | 18    | 15      | 132   | 142   | --       | --    | .482  | 9324  | 2274.1 | 2077     | 103      | 536   | 10   | 39    | 1346     | 7     | 4     | 898   | 711      | 2.81     | 1.15    |

- 굵은 글씨는 시즌 최고 성적.
- 도큐(도큐 플라이어스)는 1954년 도에이(도에이 플라이어스)로 구단명을 변경